# Kasteel van Bovelingen
Het Kasteel van Bovelingen is een kasteel te Mechelen-Bovelingen, provincie Limburg, gelegen aan Altenastraat 39-43.

## Geschiedenis
Bovelingen (of Schalkhoven) was in de Middeleeuwen een afzonderlijke heerlijkheid. De oudst bekende heer (1390) was Jan van Schalkhoven. Het goed kwam in bezit van het geslacht Van den Hoven, en in 1526 werd het verworven door Aert Sgroots (ook, maar minder vaak gespeld als Schroots), die reeds heer was van Pepingen. In 1616 werd het gekocht door Michel de Borchgrave, die oom was van Henri Sgroots (Schroots). In 1651 werd het kasteel nog geplunderd door Lotharingse troepen.
Waarschijnlijk was het Michel de Borchgrave die de oude burcht liet vervangen door een waterkasteel in Maaslandse stijl, voorzien van een Franse tuin. In deze vorm werd het omstreeks 1738 getekend door Remacle Leloup. Het was gebouwd rond twee achter elkaar gelegen binnenplaatsen.
Omstreeks 1740 werd het kasteel verbouwd tot een U-vormig geheel. Aan de westzijde werd de kasteelhoeve gebouwd. In 1790 vond er opnieuw een verbouwing plaats, waarbij het geheel een laatklassicistisch aanzien kreeg. De kasteelgebouwen kwamen onder mansardedaken en aan de oostzijde kwam een nieuw, U-vormig geheel van dienstgebouwen. De Franse tuinen werden vervangen door een Engelse tuin. Deze werd mogelijk ontworpen door Ghislain Joseph Henry. Ook werd een manege, een ijskelder en een tuinpaviljoen gebouwd. In het kasteelpark liep Boudewijn van België op 22 januari 1891 een nierbloeding op, een gevolg van een verwonding in een duel met de echtgenoot van zijn maîtresse. Hij overleed de dag nadien.
Omstreeks 1900 ten slotte werden de dienstgebouwen vervangen door de huidige, in eclectische stijl. Begin 20e eeuw waren de boomgaarden vermaard om hun veelheid aan appelvariëteiten.
Later werd het goed verkocht aan de gebroeders Paul en Frantz Wittouck, industriëlen op het terrein van de bietsuikerfabricage. Na hun overlijden (1917) kwam het kasteel aan de Tiense Suikerraffinaderij. Het werd echter niet meer bewoond.
In 1947 woedde een zware brand, waarbij een groot deel van het kasteel in vlammen opging. De overblijfselen werden omstreeks 1955 afgebroken. Slechts de dienstgebouwen en de kasteelhoeve bleven bestaan. Deze werden in 1983 verkocht aan de diverse pachters en werden tot particuliere boerenbedrijven.
Vooral na 1984 verdween ook het park. Dit werd omgezet in weiland.